# Fonction de Himmelblau
La fonction de Himmelblau  est une fonction mathématique multimodale souvent utilisée pour évaluer la performance d'algorithmes d’optimisation. 
Elle est définie comme suit :
{\displaystyle f(x,y)=(x^{2}+y-11)^{2}+(x+y^{2}-7)^{2}.\quad }
Elle possède un maximum local au point {\displaystyle x=-0.270844...\quad } et {\displaystyle y=-0.923038...\quad } où {\displaystyle f(x,y)=181.616...\quad }, et quatre minima locaux identiques :
- {\displaystyle f(3,2)=0\quad },
- {\displaystyle f(-2.805118...,3.131312...)=0\quad },
- {\displaystyle f(-3.779310...,-3.283186...)=0\quad },
- {\displaystyle f(3.584428...,-1.848126...)=0\quad }.

Les emplacements de ces minima peuvent être trouvés analytiquement mais leur expression est complexe.